# Chupadero
Chupadero és una concentració de població designada pel cens dels Estats Units a l'estat de Nou Mèxic. Segons el cens del 2000 tenia 318 habitants.

## Demografia
Segons el cens del 2000, Chupadero tenia 318 habitants, 125 habitatges, i 93 famílies. La densitat de població era de 84,7 habitants per km².
Dels 125 habitatges en un 29,6% hi vivien nens de menys de 18 anys, en un 62,4% hi vivien parelles casades, en un 8% dones solteres, i en un 24,8% no eren unitats familiars. En el 15,2% dels habitatges hi vivien persones soles l'1,6% de les quals corresponia a persones de 65 anys o més que vivien soles. El nombre mitjà de persones vivint en cada habitatge era de 2,54 i el nombre mitjà de persones que vivien en cada família era de 2,83.
Per edats la població es repartia de la següent manera: un 20,4% tenia menys de 18 anys, un 4,7% entre 18 i 24, un 29,2% entre 25 i 44, un 34,9% de 45 a 60 i un 10,7% 65 anys o més.
L'edat mediana era de 42 anys. Per cada 100 dones de 18 o més anys hi havia 99,2 homes.
La renda mediana per habitatge era de 59.231 $ i la renda mediana per família de 58.077 $. Els homes tenien una renda mediana de 60.833 $ mentre que les dones 25.179 $. La renda per capita de la població era de 26.915 $. Aproximadament el 22,1% de les famílies i el 12,1% de la població estaven per davall del llindar de pobresa.

## Poblacions més properes
El següent diagrama mostra les poblacions més properes.